# Huttonsville
Huttonsville est une ville américaine située dans le comté de Randolph en Virginie-Occidentale.
Selon le recensement de 2010, Huttonsville compte 221 habitants. La municipalité s'étend sur 0,30 milles carrés (0,78 km2).
La ville doit son nom à Jonathan Hutton qui y acheta des terres vers 1795. Elle devient une municipalité en 1899.